# Lakolk
Lakolk er en turistby på Rømøs vestlige side ved en stor klitrække. Navnet stammer fra de to ord la, der er gammeldansk og betyder 'rende i strandsand' og det vestjyske kolk, der betyder 'vandsamling'. Stedet blev omdannet til turistmål allerede i 1898 og er således Rømøs første og ældste ferieområde, med enkelte sommerhuse helt tilbage fra 1895. Efter Rømødæmningens åbning i 1948 er Lakolk vokset voldsomt og består i dag af et stort antal sommerhuse, et hotel, en campingplads samt et stort butikscenter.
1898 oprettede Pastor Jacobsen fra Skærbæk "Nordseebad Lakolk" der var tænkt som et badested for velhavende tyskere. Det første år var der kun 2 enfamiliehuse og 2 barakker med servering og 4 værelser. I de kommende par år blev der opført en lang række bygninger og omkring 40 såkaldte blokhuse. 1903 gik Pastor Jacobsen konkurs og det ramte også Nordseebad Lakolk. Stedet kom efterfølgende på forskellige hænder. Med tiden gik de fleste af restaurations- og forlystelsesbygningerne til på grund af manglende vedligeholdelse og spinkle byggematerialer. Blokhusene blev udstykket og kom på private hænder. I dag står enkelte af husene tilbage med store dele af deres oprindelige ydre intakt.